# Войнаровський Роман Васильович
Войнаровський Роман Васильович (нар. 5 січня 1980, Золотинка, Нерюнгринський район, Якутська АРСР) — український футболіст, півзахисник «Зірки». Виступав за сімферопольську «Таврію». Автор одного з найшвидших голів в історії футболу — 31 серпня 2008 року в грі за «Кримтеплицю» проти «Фенікса-Іллічовця» в першій лізі забив уже на 4 секунді зустрічі.

## Біографія
Народився у селищі Золотинка в Якутії. Закінчив Армянський НВК школа-ліцей № 2. У Армянську, куди переїхала родина Войнаровських із БАМу, став грати у футбол. На одному з турнірів його помітив тренер Кримського училища олімпійського резерву та забрав його до спортивного інтернату.
Свою футбольну кар'єру розпочав 30 березня 1997 року у клубі другої ліги «Динамо» (Саки), після чого був запрошений до сімферопольської «Таврії», у складі якої 23 серпня 1997 року провів перший матч у Вищій лізі. Згодом грав за «Титан», потім були команди Івано-Франківська, Алчевська та кримські команди першої ліги.
У 2007 році брав участь в Універсіаді в Бангкоку. Тоді Україна виграла Універсіаду. За ту перемогу йому було надано звання майстра спорту міжнародного класу.
31 серпня 2008 року в матчі «Кримтеплиця» — «Фенікс-Іллічовець» вдарив по воротах суперника з центрального кола відразу ж після свистка арбітра, а через 3,5 секунди м'яч опинився за спиною воротаря суперника Віталія Капінуса.
Влітку 2009 року перейшов до чернігівської «Десни». Потім грав за «Севастополь» (2010—2011), «Зірку» (2012) і «Титан» (Армянськ) (2012—2013).
У квітні 2014 року увійшов до тренерського штабу російського клубу другого дивізіону «Тосно».
27 лютого 2016 року був призначений тренером клубу «ТСК-Таврія». 25 квітня 2017 року рішенням керівництва клубу було призначено тимчасово виконуючим обов'язки головного тренера. Після закінчення чемпіонату Кримської Прем'єр-ліги залишив клуб і став тренером клубу «Кизилташ», з якого у січні 2018 повернувся до «ТСК-Таврії», де став помічником нового головного тренера Анатолія Скворцова. Також виступав за збірну ветеранів Криму на пропагандистських змаганнях.
Зрадник. Працює тренером у т.зв. "академії футболу криму". 